# Río Glanfurt
El río Glanfurt es un río de Carintia, Austria, de escasa longitud. Surge del lago Wörthersee, siendo la única salida de agua de este lago y tras atravesar Klagenfurt por el sur, desemboca en el río Glan.
- Datos: Q664121
- Multimedia: Glanfurt / Q664121